# Giro d’Italia 1959
Der 42. Giro d’Italia wurde in 22 Abschnitten und 3657 Kilometern vom 16. Mai bis zum 7. Juni 1959 ausgetragen und vom Luxemburger Charly Gaul gewonnen. Von den 130 gestarteten Fahrern erreichten 86 das Ziel in Mailand.

## Verlauf
Die Rundfahrt entwickelte sich zum Zweikampf zwischen dem herausragenden Zeitfahrer Jacques Anquetil und dem Bergspezialisten Charly Gaul.
Die erste Woche beinhaltete unter anderem eine Bergankunft auf den Abetone und drei Zeitfahretappen, wovon eine als Bergzeitfahren die Hänge des Vesuvs hinaufführte. Erwartungsgemäß gewann Jacques Anquetil die beiden flachen Einzelzeitfahren, Gaul hingegen das Bergzeitfahren, sowie die Bergankunft nach Abetone. Da Gaul seine Verluste gegenüber Anquetil auch in den flachen Zeitfahren in Grenzen halten konnte, führte er nach acht absolvierten Etappen das Gesamtklassement mit 1:57 Minuten Vorsprung vor Anquetil an. Anquetil gelang es darauffolgend ausgerechnet in den bergigen Etappen nach San Marino und Bozen Gaul durch geschickte taktische Manöver wieder Zeit abzunehmen, so dass er selbst nach 15 Etappen mit 1:37 Minuten Vorsprung auf Gaul die Führung im Gesamtklassement übernahm.
Die 19. Etappe war ein 51 Kilometer langes Zeitfahren das Susatal hinauf. Es war zu erwarten, dass Anquetil seinen Vorsprung auf Gaul weiter ausbauen kann, doch sobald Anquetil auf der Strecke Gaul überholte, der zwei Minuten vor ihm gestartet war, heftete sich dieser in eigentlich unerlaubter Weise an sein Hinterrad und konnte seine Zeitverluste so limitieren. So startete Gaul mit einem Rückstand von 3:36 Minuten auf Anquetil in die letzte Bergetappe über den Grossen St. Bernhard, den Col de la Forclaz und den Kleinen St. Bernhard nach Courmayeur.
Wie im Vorfeld angekündigt griff Gaul am letzten Berg an und Anquetil, der Gaul bis dahin mit Mühe und Not folgen konnte, wurde entscheidend abgehängt, er verlor an diesem Tag über 9 Minuten und somit die Führung an Charly Gaul.

## Etappen

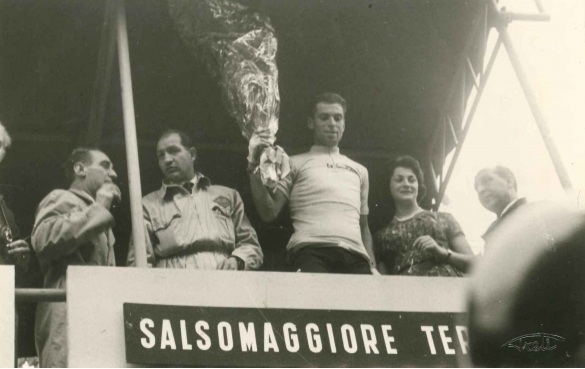
Gino Bartali neben Rik Van Looy, Etappensieger und erstes Rosa Trikot des 42. Giro

| Etappe | von                  | nach                 | km       | Gewinner           | Maglia rosa      |
| ------ | -------------------- | -------------------- | -------- | ------------------ | ---------------- |
| 1      | Mailand              | Salsomaggiore Terme  | 135      | Rik Van Looy       | Rik Van Looy     |
| 2      | Salsomaggiore Terme  | Salsomaggiore Terme  | 22 (EZF) | Jacques Anquetil   | Jacques Anquetil |
| 3      | Salsomaggiore Terme  | Abetone              | 180      | Charly Gaul        | Charly Gaul      |
| 4      | Abetone              | Arezzo               | 178      | Armando Pellegrini | Charly Gaul      |
| 5      | Arezzo               | Rom                  | 243      | Rik Van Looy       | Charly Gaul      |
| 6      | Rom                  | Neapel               | 213      | Miguel Poblet      | Charly Gaul      |
| 7      | Neapel               | Vesuv                | 8 (EZF)  | Charly Gaul        | Charly Gaul      |
| 8      | Ischia               | Ischia               | 31 (EZF) | Antonino Catalano  | Charly Gaul      |
| 9      | Neapel               | Vasto                | 206      | Gastone Nencini    | Charly Gaul      |
| 10     | Vasto                | Teramo               | 148      | Rino Benedetti     | Charly Gaul      |
| 11     | Ascoli Piceno        | Rimini               | 245      | Rik Van Looy       | Charly Gaul      |
| 12     | Rimini               | San Marino (SMR)     | 141      | Nino Defilippis    | Charly Gaul      |
| 13     | Rimini               | Verona               | 233      | Miguel Poblet      | Charly Gaul      |
| 14     | Verona               | Rovereto             | 143      | Rick Van Looy      | Charly Gaul      |
| 15     | Trient               | Bozen                | 198      | Miguel Poblet      | Jacques Anquetil |
| 16     | Bozen                | San Pellegrino Terme | 245      | Alessandro Fantini | Jacques Anquetil |
| 17     | San Pellegrino Terme | Genua                | 241      | Arrigo Padovan     | Jacques Anquetil |
| 18     | Genua                | Turin                | 180      | Vito Favero        | Jacques Anquetil |
| 19     | Turin                | Susa                 | 51 (EZF) | Jacques Anquetil   | Jacques Anquetil |
| 20     | Turin                | Saint-Vincent        | 100      | Alfredo Sabbadin   | Jacques Anquetil |
| 21     | Aosta                | Courmayeur           | 296      | Charly Gaul        | Charly Gaul      |
| 22     | Courmayeur           | Mailand              | 229      | Rolf Graf          | Charly Gaul      |

## Endstände
| Sieger      | Charly Gaul         | 101:50:26 h |
| Zweiter     | Jacques Anquetil    | + 6:12 min  |
| Dritter     | Diego Ronchini      | + 6:16 min  |
| Vierter     | Rik Van Looy        | + 7:17 min  |
| Fünfter     | Imerio Massignan    | + 7:31 min  |
| Sechster    | Miguel Poblet       | + 10:21 min |
| Siebter     | Graziano Battistini | + 10:47 min |
| Achter      | Guido Carlesi       | + 13:35 min |
| Neunter     | Ernesto Bono        | + 13:36 min |
| Zehnter     | Gastone Nencini     | + 13:49 min |
| Bergwertung | Charly Gaul         |             |
| Zweiter     | Imerio Massignan    |             |
| Dritter     | Hennes Junkermann   |             |
| Teamwertung | Atala-Pirelli       |             |